# Thinodromus arcifer
Thinodromus arcifer är en skalbaggsart som först beskrevs av Leconte 1877.  Thinodromus arcifer ingår i släktet Thinodromus och familjen kortvingar. Inga underarter finns listade i Catalogue of Life.